# (5403) Takachiho
(5403) Takachiho est un astéroïde de la ceinture principale.

## Description
(5403) Takachiho est un astéroïde de la ceinture principale. Il fut découvert le 20 février 1990 à Yatsugatake par Yoshio Kushida et Masaru Inoue. Il présente une orbite caractérisée par un demi-grand axe de 3,02 UA, une excentricité de 0,07 et une inclinaison de 10,3° par rapport à l'écliptique.

## Compléments